# André Gomes
André Filipe Tavares Gomes (Grijó, 30 juli 1993) is een Portugees voetballer die doorgaans als centrale middenvelder speelt. Hij verruilde Everton in juni 2022 op huurbasis voor Lille OSC. Gomes debuteerde in 2013 in het Portugees voetbalelftal.

## Clubcarrière
Gomes speelde van 2005 tot 2008 in de jeugdopleiding van FC Porto. Via ADR Pasteleira en Boavista FC kwam hij vervolgens in 2011 bij Benfica. In 2012 werd hij bij het eerste elftal gehaald. In zijn eerste seizoen speelde hij veel wedstrijden bij het tweede elftal, dat in de Segunda Liga speelde. Op 18 oktober 2012 maakte hij zijn debuut in het eerste elftal in de Taça de Portugal tegen SC Freamunde. Hij viel na 65 minuten in voor Eduardo Salvio. Benfica won met 4–0. Op 27 oktober 2012 maakte hij zijn competitiedebuut tegen Gil Vicente. Hij startte in het basiselftal en zag zijn team met 3–0 winnen. Met Benifca won Gomes in 2014 de landstitel, de Taça de Portugal en de Taça da Liga.
Benfica verhuurde Gomes gedurende het seizoen 2014/15 aan Valencia CF, dat hem na afloop van het jaar definitief overnam. Hij tekende er een contract tot medio 2020. In werkelijkheid speelde hij er nog één jaar. Daarin eindigde hij met de club op de twaalfde plaats, waar hij in zijn huurperiode nog vierde werd met zijn ploeggenoten.
Gomes tekende in juli 2016 een contract tot medio 2021 bij FC Barcelona, de kampioen van Spanje in de voorgaande twee seizoenen. Het betaalde circa €35.000.000,- voor hem aan Valencia CF, dat daarbij tot maximaal €20.000.000,- extra in het vooruitzicht kreeg aan eventuele bonussen. Het lukte Gomes niet om basisspeler te worden bij FC Barcelona. Nadat hij in zijn eerste seizoen in dertig wedstrijden meer dan de helft daarvan invaller was, werden die cijfers in zijn tweede seizoen bij de club gehalveerd.
FC Barcelona verhuurde hem gedurende het seizoen 2018/19 vervolgens aan Everton. Dat nam hem in juni 2019 definitief over en gaf hem een contract tot medio 2024. Everton maakte hiervoor circa €24.500.000,- over aan FC Barcelona. Op 3 november 2019 raakte hij geblesseerd na een tackle van Son Heung-min en een daaropvolgende botsing met Serge Aurier tijdens een thuiswedstrijd tegen Tottenham Hotspur. Zijn enkel bleek uit de kom en gebroken.

## Clubstatistieken
| Seizoen     | Club          | Competitie       | Competitie | Competitie | Beker | Beker | Internationaal | Internationaal | Totaal | Totaal |
| Seizoen     | Club          | Competitie       | Duels      | Goals      | Duels | Goals | Duels          | Goals          | Duels  | Goals  |
| ----------- | ------------- | ---------------- | ---------- | ---------- | ----- | ----- | -------------- | -------------- | ------ | ------ |
| 2012/13     | Benfica       | Primeira Liga    | 7          | 1          | 5     | 0     | 5              | 0              | 17     | 1      |
| 2013/14     | Benfica       | Primeira Liga    | 7          | 1          | 7     | 1     | 9              | 0              | 23     | 2      |
| Club totaal | Club totaal   | Club totaal      | 14         | 2          | 12    | 1     | 14             | 0              | 40     | 3      |
| 2014/15     | → Valencia CF | Primera División | 33         | 4          | 4     | 0     | 0              | 0              | 37     | 4      |
| 2015/16     | Valencia CF   | Primera División | 30         | 3          | 4     | 0     | 7              | 2              | 41     | 5      |
| Club totaal | Club totaal   | Club totaal      | 63         | 7          | 8     | 0     | 7              | 2              | 78     | 9      |
| 2016/17     | FC Barcelona  | Primera División | 30         | 3          | 8     | 0     | 8              | 0              | 46     | 3      |
| 2017/18     | FC Barcelona  | Primera División | 16         | 0          | 5     | 0     | 9              | 0              | 30     | 0      |
| Club totaal | Club totaal   | Club totaal      | 46         | 3          | 13    | 0     | 17             | 0              | 76     | 3      |
| 2018/19     | → Everton     | Premier League   | 27         | 1          | 2     | 0     | –              | –              | 29     | 1      |
| 2019/20     | Everton       | Premier League   | 19         | 0          | 1     | 0     | –              | –              | 20     | 0      |
| 2020/21     | Everton       | Premier League   | 28         | 0          | 4     | 0     | –              | –              | 32     | 0      |
| 2021/22     | Everton       | Premier League   | 4          | 0          | 2     | 0     | –              | –              | 6      | 0      |
| Club totaal | Club totaal   | Club totaal      | 78         | 1          | 9     | 0     | 0              | 0              | 87     | 1      |
| TOTAAL      | TOTAAL        | TOTAAL           | 201        | 13         | 42    | 1     | 38             | 2              | 281    | 16     |

Bijgewerkt tot en met 17 oktober 2019

## Interlandcarrière
Gomes nam met Portugal –19 deel aan het Europees kampioenschap in 2012. Op 6 februari 2013 werd hij opgeroepen voor het Portugees voetbalelftal voor een vriendschappelijke wedstrijd tegen Ecuador, maar hij speelde toen niet. Gomes debuteerde in september 2014 voor het Portugees nationaal elftal in een kwalificatiewedstrijd tegen Albanië. Bondscoach Fernando Santos nam Gomes op 17 mei 2016 op in de Portugese selectie voor het Europees kampioenschap voetbal 2016 in Frankrijk. Zijn landgenoten en hij wonnen hier voor het eerst in de geschiedenis van Portugal een groot landentoernooi. Een doelpunt van Éder in de verlenging besliste de finale tegen Frankrijk: 1–0. Gomes speelde vijf wedstrijden op het toernooi. Hij nam in juni 2017 met Portugal deel aan de FIFA Confederations Cup 2017, waar de derde plaats werd bereikt. Portugal won in de troostfinale van Mexico (2–1 na verlenging).

## Erelijst
| Competitie          |         |                  |         |         |
| Competitie          | Aantal  | Jaren            |         |         |
| Benfica             | Benfica | Benfica          | Benfica | Benfica |
| ------------------- | ------- | ---------------- | ------- | ------- |
| Primeira Liga       | 1×      | 2013/14          |         |         |
| Taça de Portugal    | 1×      | 2013/14          |         |         |
| Taça da Liga        | 1×      | 2013/14          |         |         |
| FC Barcelona        |         |                  |         |         |
| Primera División    | 1x      | 2017/18          |         |         |
| Copa del Rey        | 2×      | 2016/17, 2017/18 |         |         |
| Supercopa de España | 1×      | 2016             |         |         |
| Portugal            |         |                  |         |         |
| UEFA EK             | 1×      | 2016             |         |         |

1 Pickford ·
2 Patterson ·
5 Keane ·
6 Tarkowski ·
7 McNeil ·
8 Mangala ·
9 Calvert-Lewin ·
10 Ndiaye ·
11 Harrison ·
12 Virgínia ·
14 Beto ·
14 O'Brien ·
16 Doucouré ·
17 Chermiti ·
18 Young ·
19 Mykolenko ·
22 Broja ·
23 Coleman  ·
27 Gueye ·
29 Lindstrøm ·
31 Begović ·
32 Branthwaite ·
37 Garner ·
42 Iroegbunam ·
75 Dixon ·
Coach: Dyche
· Assistent-coach: Stone
· Assistent-coach: Woan
· Keeperstrainer: Kelly
1 Patrício ·
2 Alves ·
3 Pepe ·
4 Fonte ·
5 Guerreiro ·
6 Ricardo Carvalho ·
7 Ronaldo  ·
8 Moutinho ·
9 Éder ·
10 João Mário ·
11 Vieirinha ·
12 Lopes ·
13 Danilo ·
14 William Carvalho ·
15 Gomes ·
16 Sanches ·
17 Nani ·
18 Rafa ·
19 Eliseu ·
20 Quaresma ·
21 Cédric ·
22 Eduardo Carvalho ·
23 Adrien ·
Coach: Santos
1 Patrício ·
2 Alves ·
3 Pepe ·
4 Neto ·
5 Guerreiro ·
6 Fonte ·
7 Ronaldo  ·
8 Moutinho ·
9 A. Silva ·
10 B. Silva ·
11 Semedo ·
12 Sá ·
13 Danilo ·
14 Carvalho ·
15 Gomes ·
16 Pizzi ·
17 Nani ·
18 Gelson ·
19 Eliseu ·
20 Quaresma ·
21 Cédric ·
22 Beto ·
23 Adrien ·
Coach: Santos